# Shvetsov ASh-62
O Shvetsov ASh-62 (em russo:  АШ-62, designado M-62 antes de 1941) é um motor radial aeronáutico produzido na União Soviética. Uma versão deste motor é produzida na Polônia como ASz-62 e na República Popular da China como HS-5.

## Projeto e desenvolvimento
O ASh-62 foi um desenvolvimento do motor Wright R-1820 Cyclone que havia sido construído na União Soviética sob licença como Shvetsov M-25, com as principais melhorias sendo um turbocompressor de duas velocidades e um sistema de indução mais eficiente. O potência foi aumentada de 775 hp para 1,000 hp. O primeiro teste foi realizado em 1937, com versões sob licença ainda sendo produzidos pela WSK "PZL-Kalisz" na Polônia (Desde 2017). O Ash-62 foi também produzido na China. Estima-se que 40.361 motores foram produzidos na URSS.
Os motores poloneses ASz-62IR (transcrição polonesa do nome russo), produzidos pela WSK "PZL-Kalisz" em Kalisz, são compatíveis com os requisitos da FAR-33. Outras versões produzidas na Polônia são os motores K9-AA, K9-BA e K9-BB, com potência na decolagem de 1178 hp (860 kW) e potência indicada de 698 kW. Desde 2015 está sendo produzido o ASz-62IR-16E com injeção eletrônica, oferecendo maior potência e a possibilidade de utilizar combustível automotivo.
O M-63 foi uma versão melhorada do M-26 com a potência aumentada para 821 kW (1,100 hp) a 2,300 rpm na decolagem e 671 kW (900 hp) a 2,200 rpm a 4.500 m (14.764 ft) devido à maior taxa de compressão de 7.2:1.

## Aplicações

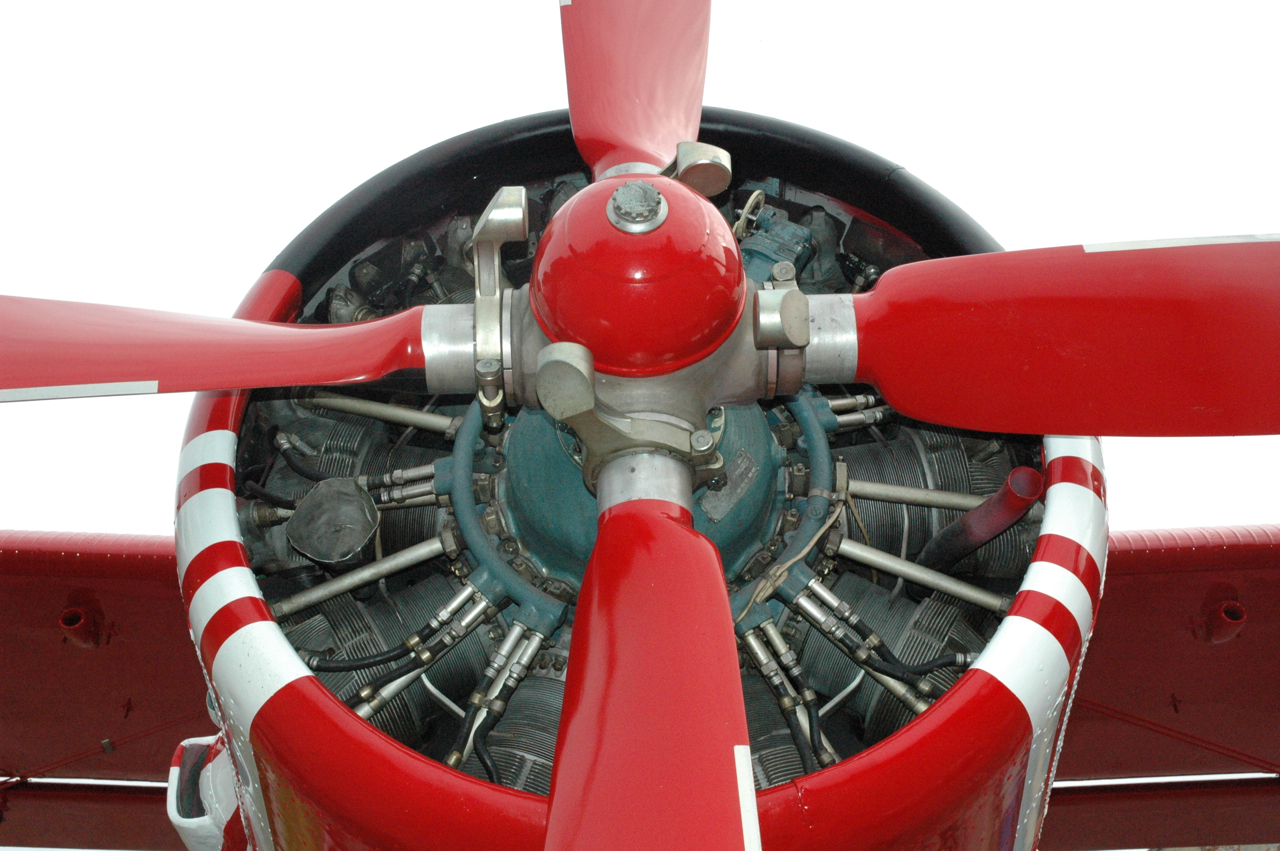
ASz-62 instalado em um Antonov An-2 (com a capota do motor)

- Antonov An-2
- Antonov An-6
- de Havilland Canada DHC-3
- Douglas TS-62
- Junkers Ju 52
- Lisunov Li-2

- Kharkiv KhAI-5
- Polikarpov I-153
- Polikarpov I-16
- PZL-106 Kruk (algumas versões)
- PZL-Mielec M-18 Dromader
- PZL M-24 Dromader Super (K-9AA)
- Sukhoi Su-2 (protótipo)
- Sukhoi Su-12
- VL Myrsky (um protótipo)